# Annika Beck
Annika Beck (* 16. Februar 1994 in Gießen) ist eine ehemalige deutsche Tennisspielerin.

## Karriere
Beck, die im Alter von fünf Jahren mit dem Tennisspielen begann, bevorzugte den Hartplatz. Am 31. Januar 2010 gewann sie in Kaarst ihr erstes ITF-Turnier, als sie im Finale Audrey Bergot aus Frankreich mit 6:2 und 7:5 besiegte.
Am 10. April 2012 debütierte sie beim Turnier in Kopenhagen auf der WTA Tour mit einer Zweisatzniederlage gegen Petra Martić (4:6, 4:6). Im Juni erreichte sie als erste Deutsche nach Anna-Lena Grönefeld, der Siegerin von 2003, das Finale des Juniorinnen-Wettbewerbs von Roland Garros. Dort besiegte sie die Slowakin Anna Karolína Schmiedlová mit 3:6, 7:5, 6:3. Im Juni 2012 gelang Beck in Wimbledon erstmals der Einzug ins Hauptfeld eines Grand-Slam-Turniers. Sie traf in der ersten Runde auf Wolha Hawarzowa, der sie mit 3:6, 6:3, 3:6 unterlag. Mit ihren sechs ITF-Titeln im Jahr 2012, vier davon von August bis November, erreichte Beck im Einzel Platz 78 der Weltrangliste. Zudem wurde sie am Jahresende Deutsche Meisterin, als sie sich im Finale gegen Antonia Lottner mit 6:1 und 6:0 durchsetzte.
2013 gab sie ihr Debüt in der deutschen Fed-Cup-Mannschaft. Sie trat gegen Frankreich im Doppel mit Anna-Lena Grönefeld an, sie unterlagen der Paarung Alizé Cornet/Kristina Mladenovic mit 3:6, 4:6. Im selben Jahr erreichte sie in Kattowitz zum ersten Mal in ihrer Karriere das Halbfinale eines WTA-Turniers. Dort unterlag sie Roberta Vinci mit 1:6, 0:6. Erwähnenswert waren 2013 noch der Viertelfinaleinzug beim Nürnberger Versicherungscup sowie bei den WTA-Turnieren in Budapest und in der darauf folgenden Woche in Bad Gastein. Aufgrund ihrer verbesserten Weltranglistenplatzierung nahm sie 2013 an allen vier Grand-Slam-Turnieren teil und erreichte dabei dreimal die zweite Runde.
Das Jahr 2014 begann sie beim WTA-Turnier in Shenzhen, wo sie erst im Halbfinale gegen die spätere Siegerin Li Na ausschied. In Hobart scheiterte sie in der ersten Runde, bei den Australian Open unterlag sie in Runde zwei Ana Ivanović. Wie im Vorjahr erreichte sie dann beim WTA-Turnier in Luxemburg das Finale, in dem sie Barbora Záhlavová-Strýcová mit 6:2, 6:1 besiegte und damit ihren ersten Titel auf der WTA Tour gewann. Bei den Grand-Slam-Turnieren erreichte sie in diesem Jahr lediglich bei den Australian Open die zweite Runde, ansonsten verlor sie ihre Auftaktbegegnungen.
Bei den French Open stand sie 2015 erstmals in der dritten Runde eines Grand-Slam-Turniers; in der ersten Runde gelang ihr ein Dreisatzsieg über Agnieszka Radwańska, bei den anderen verlor sie ihre Erstrundenpartien. Im August in Florianópolis gewann sie mit Laura Siegemund die Doppelkonkurrenz und damit ihren ersten WTA-Titel im Doppel. Im Einzelfinale unterlag sie dort Teliana Pereira mit 4:6, 6:4 und 1:6. Im September sicherte sie sich beim WTA-Turnier von Québec mit einem Finalsieg über Jeļena Ostapenko ihren zweiten Titel auf der Tour.
Bei den Australian Open erreichte sie 2016 nach Siegen über Priscilla Hon, Timea Bacsinszky und Laura Siegemund erstmals bei einem Grand-Slam-Turnier das Achtelfinale, in dem sie gegen die spätere Turniersiegerin Angelique Kerber verlor. In Roland Garros und Wimbledon erreichte sie jeweils die dritte Runde. Ein Finaleinzug bei einem WTA-Turnier gelang ihr in diesem Jahr nicht, in Nürnberg erreichte sie das Halbfinale.
Im Oktober 2018 beendete Beck ihre Karriere zugunsten eines Medizinstudiums.

## Erfolge

### Einzel

#### Turniersiege
| Nr. | Datum              | Turnier    | Kategorie         | Belag             | Finalgegnerin              | Ergebnis       |
| --- | ------------------ | ---------- | ----------------- | ----------------- | -------------------------- | -------------- |
| 1.  | 31. Januar 2010    | Kaarst     | ITF $10.000       | Teppich (Halle)   | Audrey Bergot              | 6:2, 7:5       |
| 2.  | 26. Februar 2012   | Moskau     | ITF $25.000       | Hartplatz (Halle) | Kirsten Flipkens           | 6:1, 7:5       |
| 3.  | 8. Juli 2012       | Versmold   | ITF $50.000       | Sand              | Anastasija Sevastova       | 6:3, 6:1       |
| 4.  | 12. August 2012    | Koksijde   | ITF $25.000       | Sand              | Bibiane Schoofs            | 6:1, 6:1       |
| 5.  | 22. September 2012 | Shrewsbury | ITF $75.000       | Hartplatz (Halle) | Stefanie Vögele            | 6:2, 6:4       |
| 6.  | 28. Oktober 2012   | Ismaning   | ITF $75.000       | Teppich (Halle)   | Eva Birnerová              | 6:3, 7:68      |
| 7.  | 4. November 2012   | Barnstaple | ITF $75.000       | Hartplatz (Halle) | Eleni Daniilidou           | 6:71, 6:2, 6:2 |
| 8.  | 18. Oktober 2014   | Luxemburg  | WTA International | Hartplatz (Halle) | Barbora Záhlavová-Strýcová | 6:2, 6:1       |
| 9.  | 20. September 2015 | Québec     | WTA International | Teppich (Halle)   | Jeļena Ostapenko           | 6:2, 6:2       |

#### Finalteilnahmen
| Nr. | Datum            | Turnier       | Kategorie         | Belag             | Turniersiegerin    | Ergebnis      |
| --- | ---------------- | ------------- | ----------------- | ----------------- | ------------------ | ------------- |
| 1   | 20. Oktober 2013 | Luxemburg     | WTA International | Hartplatz (Halle) | Caroline Wozniacki | 2:6, 2:6      |
| 2   | 1. August 2015   | Florianópolis | WTA International | Sand              | Teliana Pereira    | 4:6, 6:4, 1:6 |

### Doppel

#### Turniersieg
| Nr. | Datum         | Turnier       | Kategorie         | Belag | Partnerin       | Finalgegnerinnen           | Ergebnis  |
| --- | ------------- | ------------- | ----------------- | ----- | --------------- | -------------------------- | --------- |
| 1   | 31. Juli 2015 | Florianópolis | WTA International | Sand  | Laura Siegemund | María Irigoyen Paula Kania | 6:3, 7:61 |

## Abschneiden bei Grand-Slam-Turnieren

### Einzel
| Turnier         | 2012 | 2013 | 2014 | 2015 | 2016 | 2017 | Karriere |
| --------------- | ---- | ---- | ---- | ---- | ---- | ---- | -------- |
| Australian Open | —    | 2    | 2    | 1    | AF   | 1    | AF       |
| French Open     | Q1   | 2    | 1    | 3    | 3    | 1    | 3        |
| Wimbledon       | 1    | 2    | 1    | 1    | 3    | 1    | 3        |
| US Open         | Q1   | 1    | 1    | 1    | 2    | 1    | 2        |

Zeichenerklärung: S = Turniersieg; F, HF, VF, AF = Einzug ins Finale / Halbfinale / Viertelfinale / Achtelfinale; 1, 2, 3 = Ausscheiden in der 1. / 2. / 3. Hauptrunde; Q1, Q2, Q3 = Ausscheiden in der 1. / 2. / 3. Runde der Qualifikation; n. a. = nicht ausgetragen

### Doppel
| Turnier         | 2013 | 2014 | 2015 | 2016 | 2017 | Karriere |
| --------------- | ---- | ---- | ---- | ---- | ---- | -------- |
| Australian Open | 1    | 2    | 1    | 1    | 2    | 2        |
| French Open     | 1    | 2    | 2    | 1    | 1    | 2        |
| Wimbledon       | 1    | 1    | —    | 2    | —    | 2        |
| US Open         | 1    | 1    | 1    | 1    | —    | 1        |